# جيرالد شابمان
جيرالد شابمان (بالإنجليزية: Gerald Chapman)‏ هو مخرج بريطاني، ولد في 8 نوفمبر 1949، وتوفي في 25 سبتمبر 1987.